# 白燕遗址
白燕遗址，位于山西省晋中市太谷县城东北约15公里的白燕村西，是中华人民共和国山西省文物保护单位之一。
1965年5月24日，授予山西省文物保护单位，是一座古遗址。